# Jean Gol
Pour les articles homonymes, voir Gol.
Jean J. Gol est un homme politique belge né à Hammersmith (Angleterre) le 8 février 1942 et mort à Liège le 18 septembre 1995. Il est député de Liège à partir de 1971, puis secrétaire d'État à l'Économie régionale wallonne de 1974 à 1977.  Il dirige le Rassemblement wallon et participe avec François Perin à la constitution du Parti des réformes et de la liberté de Wallonie (P.R.L.W.). Il préside le regroupement libéraux wallons et bruxellois francophones au sein du Parti réformateur libéral (P.R.L.) et le conduit à la victoire aux élections de 1981. Il forme trois gouvernements de coalition avec Wilfried Martens en tant que vice-Premier ministre et ministre de la Justice et des Réformes institutionnelles : Gouvernement Martens V, VI et VII.

## Biographie
Né le 8 février 1942 à Hammersmith (Grande-Bretagne) où ses parents s'étaient réfugiés. Ses parents, Léa Karny et Stanislas Gol étaient docteurs en médecine. Ses parents avaient quitté la Belgique le 10 mai 1940. Ils sont arrivés en Grande-Bretagne au bout de deux ans. Ses grands-parents, restés à Liège, ont été déportés et ont été assassinés à Auschwitz. 
Docteur en droit (1959-1964), puis diplômé d'études supérieures et sciences juridiques (1969) de l'université de Liège, chercheur (1964-1965), aspirant au FNRS (1965-1969) au Centre interuniversitaire de droit public, assistant du professeur François Perin (1969-1971), Jean Gol devient maître de conférence en 1974. Inscrit comme avocat au barreau de Liège (1964), il a installé un bureau d'avocats, spécialisé dans le droit commercial international. 

### Vie politique et associative
Les premières années de ses études universitaires (à la faculté de droit de l'université de Liège), Jean Gol est membre des Étudiants socialistes et se revendique comme étant marxiste. Il est fort actif dans le syndicalisme universitaire. En 1965, il participe à la fondation du Parti wallon des travailleurs (PWT, voir sur celui-ci la notice : Gauche radicale en Belgique). Le PWT est essentiellement une initiative conduite par la section belge de la IVe Internationale trotskiste. Il fait partie de la tendance réformiste conduite par le professeur de droit François Perin. Perin et Gol vont s'opposer à l'hégémonie des trotskistes sur le PWT. Plus faibles, ils quittent le Parti wallon des travailleurs et créent le Parti wallon (PW) la même année. Élu sur les listes provinciales du Rassemblement wallon en 1968, Jean Gol devient député de Liège en 1971 et se consacre à sa carrière politique. En juin 1974, il est nommé Secrétaire d'État à l'Économie régionale wallonne au sein d'un gouvernement dirigé par le social-chrétien flamand Léo Tindemans.
Vers cette époque (1967), il est aussi membre actif du Centre communautaire laïc juif (CCLJ).
En 1976, avec François Perin, Étienne Knoops, et quelques autres élus du RW, il participe à la création du PRLW (Parti des Réformes et de la Liberté de Wallonie), nouvelle formation politique principalement constituée sur les bases du PLPW (Parti de la Liberté et du Progrès Wallon) : à savoir les libéraux d'André Damseaux. Des contacts sont ensuite pris entre les libéraux wallons et les libéraux bruxellois en vue d'accroître une synergie entre les libéraux francophones : le Parti réformateur libéral est créé en 1979 et Jean Gol en devient le premier président (il le restera jusqu'en 1981).
En 1980, ce parti entre dans un gouvernement à coalition tripartite qui contribuera à la deuxième étape des réformes institutionnelles, créant en Belgique de véritables entités régionales et communautaires, entités qui disposeront chacune d'un exécutif et d'une assemblée législative. Le programme économique libéral n'est toutefois pas appliqué, les ministres libéraux mécontents démissionnent du gouvernement. Un an plus tard, en décembre 1981, le PRL entre dans une nouvelle coalition gouvernementale en compagnie de la famille sociale-chrétienne. Jean Gol, devenu ministre de la Justice et vice-Premier ministre, exécutif abandonne alors la présidence du PRL. Les deux gouvernements Martens-Gol (Martens-Gol V et VI) successifs développeront notamment une politique d'assainissement des finances publiques. Ils proposeront des lois controversées sur l'immigration et la création d'une brigade spéciale anti-terroriste. Comme ministre belge de la Justice, Jean Gol rédigera notamment en 1985 un projet d'arrêté royal pour créer un « Conseil supérieur des musulmans de Belgique » (qui préfigurait l'exécutif des musulmans de Belgique). Le projet fut rejeté par le Conseil d'État. Deux lois porteront ultérieurement son nom, l'une (1984, d'application le 1er janvier 1985) facilitant l'acquisition de la nationalité belge et la rendant automatique par filiation maternelle ; l'autre autorisant, sous condition d'être votée par les deux tiers du conseil communal, certaines communes à refuser l'inscription de nouveaux étrangers sur leur territoire.
Les élections législatives de l'année 1987 ayant été marquées par le recul électoral du PRL, ce parti intégrera les rangs de l'opposition durant l'année 1988. Après 3 années de semi-effacement, Jean Gol retrouvera la présidence du PRL en mars 1992. Il sera en 1993 avec Antoinette Spaak à l'origine de la création de la Fédération PRL-FDF. Député européen depuis 1994, il meurt inopinément en septembre 1995 après avoir négocié, la même année, l'entrée du PRL au sein du gouvernement de la Région bruxelloise. Louis Michel sera alors choisi pour le remplacer à la tête du PRL.

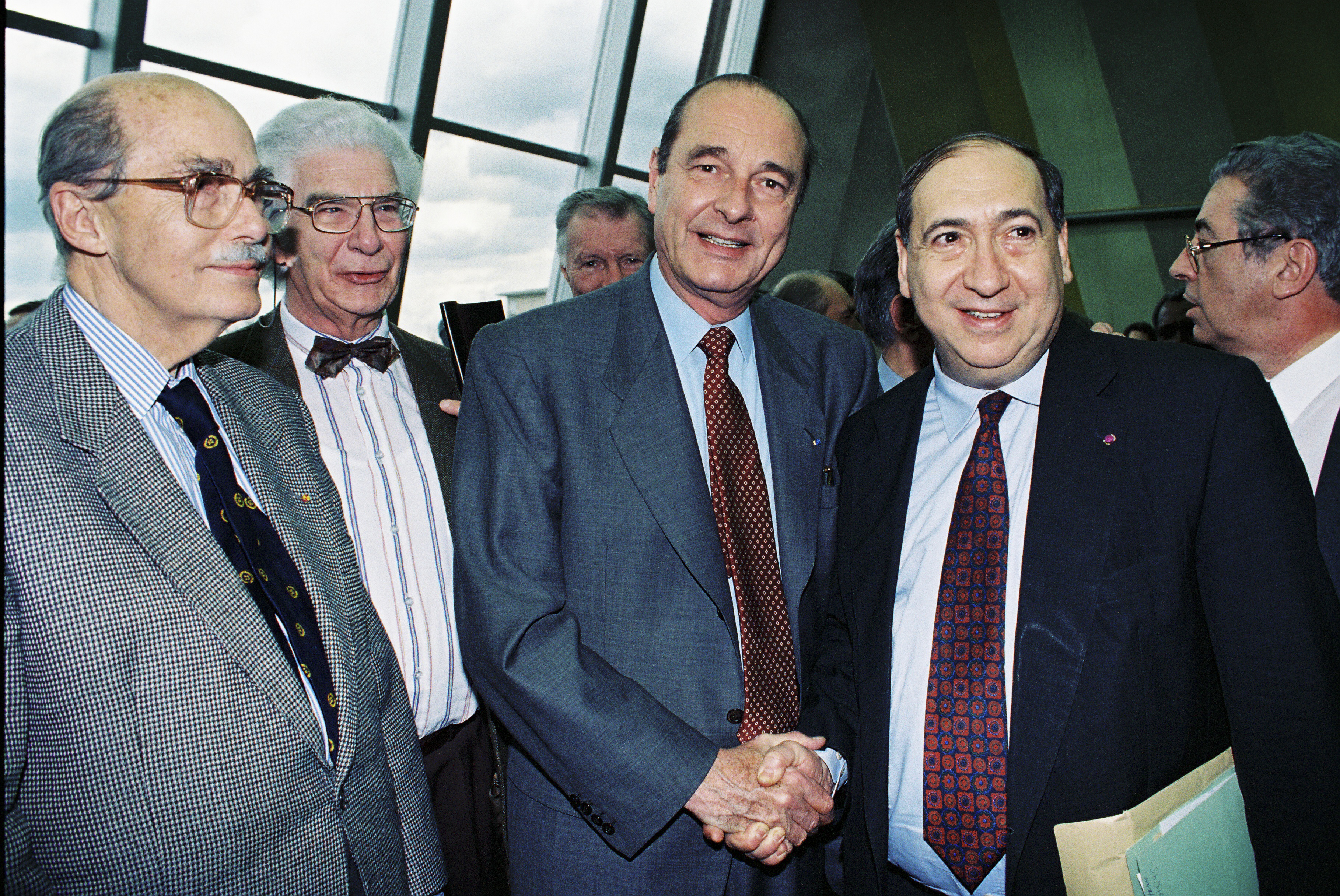
Jacques Chirac et Jean Gol en 1995.

### Mort
Victime d'une hémorragie cérébrale le 17 septembre 1995, Jean Gol meurt le lendemain. Il est inhumé au cimetière de Robermont à Liège.

### Dans la culture populaire
Gol a été caricaturé dans la bande dessinée satirique Pest in 't Paleis (1983) de Guido van Meir et Jan Bosschaert. Dans l'album, il joue le rôle de l'inquisiteur "Gollem".
Jean Gol a fait une apparition dans l'album Nero "De  Indiaanse Neusfluit" (1987) de Marc Sleen (strip 120, 122-124 et 128). Il veut acheter la flûte nasale de Néron en raison des pouvoirs magiques qu'elle présente. Néron montre à Gol la porte et lui dit de prendre exemple sur Monsieur Pheip qui, contrairement à Gol, a appris couramment le néerlandais. Gol envoie avec colère un inspecteur des impôts vicieux chez Nero. Son plan échoue cependant lorsque l'inspecteur est apaisé par le son de la flûte et se précipite dans la rue pour danser avec Gol.

## Distinctions
- Grand-croix de l'ordre d'Isabelle la Catholique

## Le Centre Jean-Gol, centre d’étude duMouvement réformateur
Créé en hommage à sa mémoire, le Centre a pour vocation d’alimenter notamment la réflexion sur tous les sujets de société importants. Ce centre,  constitué en association sans but lucratif, se veut un centre de réflexion, de prospective et d’archivage au service de l’action et de la pensée libérales 
Il est présidé par Daniel Bacquelaine et dirigé par Axel Miller. Son directeur scientifique est Corentin de Salle.
Le site du Centre Jean Gol donne accès à des analyses et études publiées sur des sujets divers (économie, culture, énergie, éducation, doctrine, institutions, interculturalité, etc.). Le Centre Jean Gol organise également des colloques et conférences sur diverses thématiques.
Selon le politologue belge Pascal Delwit, « les études du centre n'ont aucune légitimité scientifique. Si elles étaient des travaux d'étudiants, elles ne seraient pas reçues ». Le think tank est également critiqué par Ecolo qui met en cause la rigueur scientifique de ses productions.